# Sandy Dujardin
Sandy Dujardin (Mont-Saint-Aignan, 29 mei 1997) is een Franse wielrenner die vanaf 2022 als beroepsrenner voor Team TotalEnergies uitkomt. In zijn eerste seizoen bij de beroepsrenners won Dujardin op 21 februari 2022 een etappe in de Ronde van Rwanda.

## Palmares

### Wegwielrennen
2021
Bordeaux-Saintes
2022
2e etappe Ronde van Rwanda

### Resultaten in voornaamste wedstrijden
| Jaar | Ronde van Italië | Ronde van Frankrijk | Ronde van Spanje |
| ---- | ---------------- | ------------------- | ---------------- |
| 2022 |                  |                     |                  |
| 2023 |                  |                     |                  |
| 2024 |                  | 132e                |                  |
| 2025 |                  |                     |                  |

| Jaar | Milaan-San Remo | Gent-Wevelgem | Ronde van Vlaanderen | Parijs-Roubaix | Amstel Gold Race | Parijs-Tours |
| ---- | --------------- | ------------- | -------------------- | -------------- | ---------------- | ------------ |
| 2022 |                 |               | 60e                  |                | 51e              | 7e           |
| 2023 | 157e            | opgave        | 70e                  |                | 24e              | 50e          |
| 2024 |                 | 24e           |                      | 55e            |                  |              |
| 2025 |                 | opgave        |                      | 70e            | 57e              |              |

### Veldrijden

#### Resultatentabel elite
| Seizoen   |    | WK | EK | FK |    | Klassementen | Klassementen | Klassementen | Klassementen |       | UCI- ranking |  | Podia | Podia | Podia | Aantal crossen |
| Seizoen   | WB | WK | EK | FK | SP | Trofee       | Coupe        | Goud         | Zilver       | Brons | UCI- ranking |  |       |       |       | Aantal crossen |
| --------- | -- | -- | -- | -- | -- | ------------ | ------------ | ------------ | ------------ | ----- | ------------ |  | ----- | ----- | ----- | -------------- |
| 2023-2024 |    | –  | –  | –  |    | –            | –            | –            | –            |       | –            |  | 1     | 1     | –     | 2              |

#### Podiumplaatsen elite
| Legenda                       |
| ----------------------------- |
| Wereldkampioenschappen        |
| Continentale kampioenschappen |
| Nationale kampioenschappen    |
| Wereldbeker                   |
| Superprestige                 |
| Trofee                        |
| Overige veldritten            |

| Nr.           | Seizoen       | Datum           | Veldrit                                             | Cat.          | Wedstrijdserie  |               |
| Overwinningen | Overwinningen | Overwinningen   | Overwinningen                                       | Overwinningen | Overwinningen   | Overwinningen |
| ------------- | ------------- | --------------- | --------------------------------------------------- | ------------- | --------------- | ------------- |
| 1.            | 2023-2024     | 21 oktober 2023 | Coupe de France Cyclo-cross #1 - Quelneuc, Quelneuc | C2            | Coupe de France | [ 1 ]         |
| 2e plaatsen   |               |                 |                                                     |               |                 |               |
| 1.            | 2023-2024     | 22 oktober 2023 | Coupe de France Cyclo-cross #2 - Quelneuc, Quelneuc | C2            | Coupe de France | [ 2 ]         |
| 3e plaatsen   |               |                 |                                                     |               |                 |               |

## Ploegen
- 2022 –  Team TotalEnergies
- 2023 –  TotalEnergies
- 2024 –  TotalEnergies
- 2025 –  TotalEnergies

Boasson Hagen · Bodnar · Bonifazio · Burgaudeau · Cabot · de la Parte · Doubey · Dujardin · Ferron · Geniez (tot 31/5) · Grellier · Jousseaume · Latour · Lawless · Manzin · Oss · Ourselin · Rodríguez · J. Sagan · P. Sagan · Simon · Soupe · Terpstra · Turgis · Van Gestel · Vuillermoz · Devanne (stagiair) · Vercher (stagiair)
Boasson Hagen · Bodnar · Bonnet · Burgaudeau · Cabot · Cras · de la Parte · Doubey · Dujardin · Ferron · Grellier · Jeannière · Jousseaume · Latour · Manzin · Oss · Ourselin · Sagan · Simon · Soupe · Tesson · Turgis · Van Gestel · Vercher · Vuillermoz · Boniface (stagiair) · Cialone (stagiair) · Grolier (stagiair)
Boniface · Bonnet · Burgaudeau · Cras · Doubey · Dujardin · Ferron · Gachignard · Grellier · Jeannière · Jegat · Jousseaume · Latour · Manzin · Ourselin · Simon · Soupe · Tesson · Turgis · Vadic · Van Gestel · Vercher · Vuillermoz · Boulahoite (stagiair) · Marcerou (stagiair) · Sanchez (stagiair)